# Општина Борша (Клуж)
Борша (рум. Borşa) општина је у Румунији у округу Клуж.
Oпштина се налази на надморској висини од 330 m.